# Amis pour la vie (film, 1955)

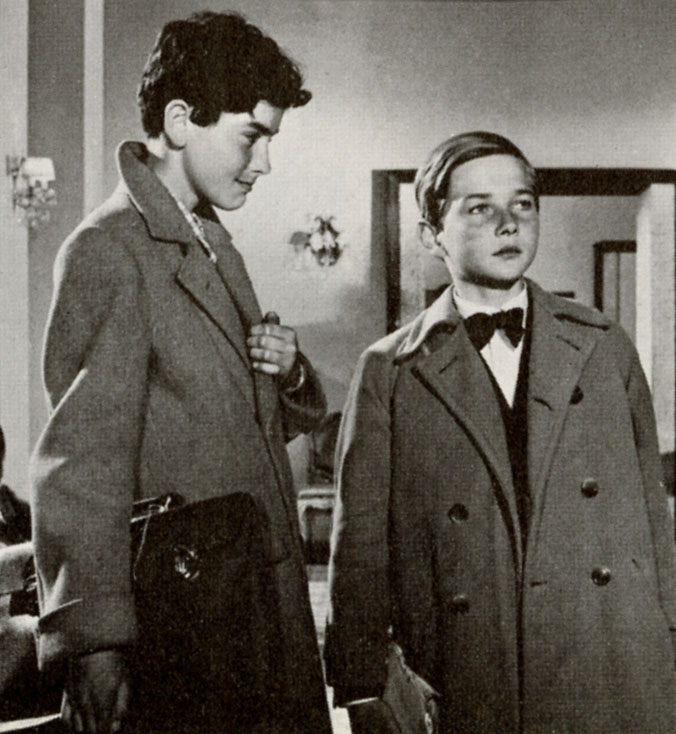
Extrait du film Amis pour la vie (1955)

Pour les articles homonymes, voir Amis pour la vie.
Amici per la pelle également connu sous le nom d'Amis pour la vie en France) est une comédie dramatique italienne et française de 1955 réalisée par Franco Rossi. Il a été nommé pour le « meilleur film » aux 10e British Academy Film Awards.

## Synopsis
Rome. Mario est un garçon de quatorze ans, sûr de lui, qui fréquente le lycée. Un jour, un nouvel élève, Franco, arrive en classe et est placé à côté de lui par le professeur.
Au début, Mario est hostile au nouveau venu, qui se révèle  être un garçon intelligent et entre rapidement dans les bonnes grâces de ses camarades de classe et de ses professeurs. Après un certain temps, les deux garçons commencent à se fréquenter et deviennent des amis inséparables, jusqu'au jour de la rupture finale.

## Fiche technique
- Titre : Amis pour la vie
- Réalisation : Franco Rossi
- Scenario : Franco Rossi, Ottavio Alessi, Leo Benvenuti, Piero De Bernardi, Ugo Guerra, Giandomenico Giagni
- Producteur :	ENIC
- Distribution en italien :	Diana Cinematografica
- Photographie : Gábor Pogány
- Montage :	Otello Colangeli
- Musique : Nino Rota
- Décors :	Franco Lolli
- Costumes :	Maria Baronj
- Durée :	91 min
- Données techniques :	B/N
- Genre : drame, Comédie
- Pays de production :  Italie
- Année : 1955
- Affiche : Jean Mascii (France)

## Distribution
- Geronimo Meynier : Mario
- Andrea Sciré : Franco
- Vera Carmi : mère de Mario
- Luigi Tosi : père de Mario
- Carlo Tamberlani : père de Franco
- Paolo Ferrara : professeur Martinelli
- Marcella Rovena : professeure d' anglais
- Leonilde Montesi : Professeure de latin
- Ignazio Leone : professeur de gymnastique
- Maria Chiara Bettinali : Margherita